# Moving McAllister
Moving McAllister is een Amerikaanse film uit 2007 van regisseur Andrew Black.

## Verhaal
Rick Robinson moet over een paar dagen zijn examen voor advocaat afleggen. Hij heeft de mogelijkheid extra punten te scoren bij zijn baas Maxwell McAllister, wanneer die hem vraagt zijn huisraad te verhuizen. Met een vrachtwagen vol spullen, een varken en Maxwells verwende nichtje Michelle gaat Rick op weg naar Los Angeles.

## Rolbezetting
Hoofdrollen
- Ben Gourley als Rick Robinson
- Mila Kunis als Michelle
- Rutger Hauer als Maxwell McAllister
- Jon Heder als Orlie
- Patrika Darbo als Debbie
- William Mapother als Bob